# Elsa la leonessa
Elsa la leonessa (circa 28 gennaio 1956 - 24 gennaio 1961) è stata cresciuta dal guardacaccia, poi studioso, George Adamson e da sua moglie Joy in Kenya. Elsa e le sorelle, Big One e Lustica furono curate dall'esperto quando avevano solo poche settimane di vita. Divennero orfane quando George fu costretto, seppur riluttante, a uccidere la loro madre nel corso di un safari. Le sorelle furono inviate allo Zoo di Rotterdam nei Paesi Bassi, mentre Elsa rimase con Adamson sino a che fu rilasciata nell'ambiente selvaggio, in seguito agli sforzi della coppia per abituarla all'addio.

## Biografia
Da cucciola, Elsa visse proprio come un animale domestico e Joy conduceva con lei una relazione tra eguali. Joy era fortemente motivata a dare a Elsa l'educazione necessaria a vivere in natura e cacciare. Gli sforzi la ripagarono ed Elsa divenne famosa in tutto il mondo, specialmente dopo la pubblicazione del best seller Nata libera. All'età di tre anni, la leonessa condusse con sé tre cuccioli per mostrarli agli Adamson, che li chiamarono Jespah (maschio), Gopa (maschio) e Little Elsa (femmina). La vita di Elsa e dei cuccioli fu poi narrata nel sequel Living free.
La vita dell'animale si concluse infelicemente quando essa cadde vittima della Babesia felis, una forma di babesiosi, malattia sanguigna simile alla malaria che spesso infetta i felini. La tomba di Elsa si trova all'interno del Parco nazionale Meru. Quando morì i sentimenti dei locali nei confronti della sua famiglia erano tutt'altro che benevoli, cosa che fece pensare agli Adamson di trasferire i cuccioli. Questi ultimi divennero molto schivi, anche nei confronti della coppia, e la loro cattura precedente il rilascio nel Serengeti fu piuttosto complicata. Gli avvenimenti successivi sono incerti, anche se George Adamson riuscì a identificare Little Elsa viva e in salute, in compagnia di due leoni estranei alla famiglia, dopo 19 mesi di ricerche.

### Libri
- Joy Adamson, Nata libera (romanzo) (1960)
- Joy Adamson, Living Free (1961)
- Joy Adamson, Forever Free (1962)
- George Adamson, Bwana Game (UK Title) 1968, A Lifetime With Lions (USA Title) 1970
- George Adamson, My Pride and Joy 1986 ISBN 0-00-272518-5.

### Film
- Nata libera - 1966
- Vivere in libertà 1972
- Elsa and Her Cubs